# Furtivos
Furtivos è un film del 1975 diretto da José Luis Borau.

## Riconoscimenti
- 1975 – Festival internazionale del cinema di San Sebastián
  - Concha de Oro